# Corona de Aragón
La Corona de Aragón es el título recibido por la expansión, mediante conquistas y matrimonios, a un conjunto de territorios que estuvieron bajo la jurisdicción del rey de Aragón y conde de Barcelona entre 1137 y 1707-1716.
En agosto de 1137, Ramiro II el Monje, rey de Aragón, pactó con el conde de Barcelona Ramon Berenguer IV las capitulaciones matrimoniales de la futura boda de este último con su hija recién nacida Petronila, en las que Ramón Berenguer recibía el reino de Aragón, ostentando a partir de entonces el título de princeps de Aragón. En 1162, Alfonso II de Aragón, el hijo de Petronila y Ramón Berenguer, heredó el patrimonio conjunto, siendo el primer soberano en ostentar los títulos de rey de Aragón y conde de Barcelona. 
Más tarde, por conquistas de nuevos territorios y matrimonios, esta unión dinástica bajo una misma corona ampliaría sus territorios hasta incluir otros dominios: fundamentalmente, los reinos de Mallorca, Valencia, Sicilia, Córcega, Cerdeña y Nápoles y los ducados de Atenas (de 1311 a 1388) y Neopatria (entre 1319 y 1393).
Con la boda de los Reyes Católicos en 1469, se inició el proceso de convergencia con la Corona de Castilla, formando la base de lo que luego se convertiría en la Monarquía Hispánica, aunque los distintos reinos conservarían sus sistemas legales y características. Con los Decretos de Nueva Planta, promulgados entre 1705 y 1716, Felipe V eliminó finalmente la mayor parte de estos privilegios y fueros, asimilando el sistema institucional de la Corona aragonesa al castellano.
Algunos historiadores se refieren a los monarcas aragoneses por su alias y no por su número regnal, ya que algunos de ellos tenían una numeración diferente según el territorio al que se hace referencia. Por ejemplo, Pedro el Católico en lugar de Pedro II de Aragón.

## «Corona de Aragón» y nombres alternativos: debate historiográfico
Como ha señalado Cristian Palomo, «alrededor de esta monarquía extinta [resultado de la unión dinástica entre el reino de Aragón y el condado de Barcelona], existen diversas polémicas historiográficas, como, por ejemplo, la referente a las diferentes numeraciones de los soberanos según el territorio, pero ninguna discusión ha tenido la relevancia académica y mediática como la existente alrededor de la manera de denominar al conjunto político-territorial de la Corona de Aragón», aunque Palomo constata que «la expresión histórica "Corona de Aragón" ha triunfado entre los historiadores y el gran público». Sin embargo, puntualiza que «ni en todas las épocas ni por todo el mundo fue llamada "Corona de Aragón", pues la entidad carecía de un nombre oficial unívoco y, por tanto, el uso indiscriminado y descontextualizado de la expresión "Corona de Aragón" para remitir a la totalidad de los dominios del rey de Aragón tampoco es históricamente correcto». El hispanista Thomas N. Bisson insiste en que el nombre de «Corona de Aragón» «proviene de tiempos muy posteriores, cuando la federación original se había expandido».
El término «Corona de Aragón» no se utilizó históricamente hasta el reinado de Jaime II a finales del siglo XIII, y entre el siglo XII y el XIV la expresión más extendida para referirse a los dominios del rey de Aragón y conde de Barcelona fue la de «Casal d'Aragó». Según Jesús Lalinde Abadía, en esos siglos la formulación es imprecisa con variedades como Corona regni Aragonum, Corona Regnum Aragoniae, Corona Aragonum y Corona Regia, y todas ellas «no parecen referirse a un complejo territorial, sino al poder político del Rey y su símbolo». Otros nombres de fines del siglo XIII son «Corona Real», «Patrimonio Real» y excepcionalmente, y en el contexto del Privilegio de anexión de Mallorca a la Corona de Aragón, de 1286, aparece la expresión «regno, dominio et corona Aragonum et Catalonie» ['reino, dominio y corona de Aragón y Cataluña'], si bien solo cinco años más tarde, en 1291, en la renovación de estos privilegios, ya se habla de «Reinos de Aragón, Valencia y condado de Barcelona». Según Cristian Palomo, «parece que "Corona de Aragón" fue adquiriendo el significado político y territorial de referenciar al conjunto de reinos y principado de la monarquía del rey de Aragón, que posee actualmente, de forma paulatina entre los siglos XVI y XIX».

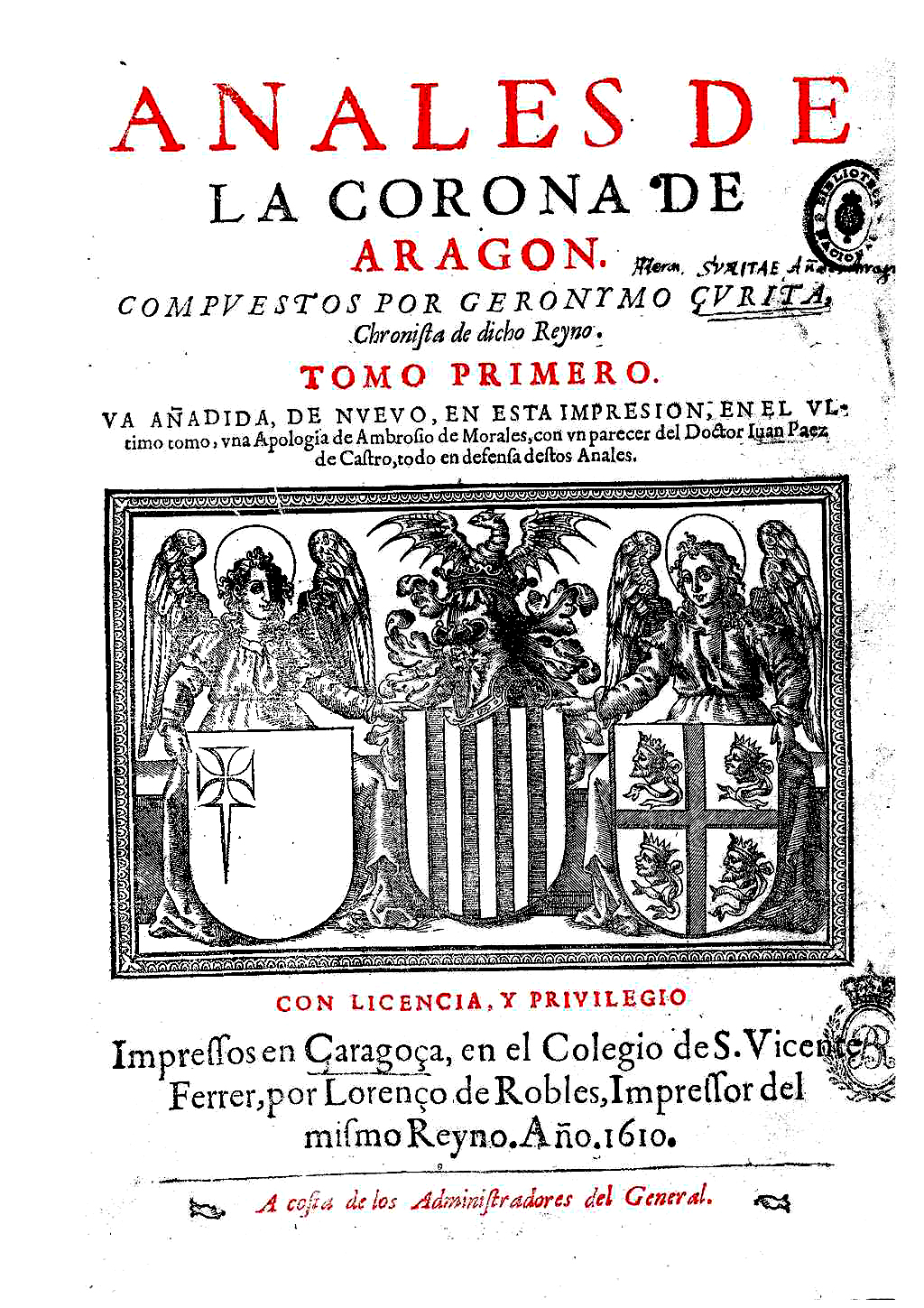
Anales de la Corona de Aragón, de Jerónimo Zurita.

El historiador catalán Antoni de Bofarull acuñó en el siglo XIX el término «confederación catalanoaragonesa» para referirse a la Corona de Aragón y a partir de entonces ha sido usado ampliamente por la historiografía catalana (también el de «Corona catalanoaragonesa»), queriendo destacar con él el protagonismo de Cataluña en el conjunto de la Monarquía, especialmente en época bajomedieval (con la expresión «Corona de Aragón», argumentan, se omite la fundamental aportación histórica de los catalanes). Sin embargo, los dos términos han sido rechazados de forma radical por los historiadores aragoneses (y de otros lugares), trascendiendo incluso el ámbito académico. A finales de 2017 el Gobierno de la comunidad autónoma de Aragón, presidido por el socialista Javier Lambán, ordenó retirar los libros de texto que usaran el término «Corona catalanoaragonesa», una decisión que motivó que en enero de 2018 el Institut d'Estudis Catalans publicara una nota en la que mostraba su «absoluta repulsa» por considerarla «una clara muestra de tergiversación de la historia» y «un caso inadmisible de censura y de ataque a la libertad de expresión. Tanto la expresión Corona catalanoaragonesa como la de Confederación catalanoaragonesa son de uso habitual entre los historiadores, al margen de su procedencia y siempre con carácter complementario y no alternativo al de Corona de Aragón, de la misma forma que se utilizan en otros contextos los términos reino asturleonés, monarquía castellanoleonesa o monarquía hispánica».
En cuanto a definir la Corona de Aragón como una «confederación» (o «federación»), un término usado también por algunos historiadores no catalanes, existe cierto consenso entre los historiadores en considerar el uso de ese término como un anacronismo ya que se trata de un concepto contemporáneo difícilmente aplicable a la época medieval y además la historiografía actual ya ha acuñado el término monarquía compuesta para referirse a aquellas monarquías constituidas por reinos y estados que mantienen sus leyes e instituciones diferenciadas y comparten un mismo soberano.
En cuanto a la forma de nombrar a los soberanos de la Corona de Aragón, los historiadores catalanes (y no sólo ellos) suelen utilizar con frecuencia el término «conde-rey», lo que es rechazado por la mayoría de los historiadores del resto de España, singularmente por los aragoneses, que defienden que se utilice exclusivamente el término «rey de Aragón». El hispanista estadounidense Thomas N. Bisson considera, por su parte, que el término «conde-rey», «preferido por los historiadores catalanes, es el menos equívoco» porque «hablar exclusivamente de "reyes" supone perpetuar una exageración del lugar que ocupa Aragón en la confederación... El compuesto de "conde-rey", aunque no es perfecto, tiene la ventaja de expresar el predominio característico de Cataluña en la mayoría de las iniciativas de la dinastía después de 1162 [año de la muerte del "conde-príncipe", como lo denomina Bisson, Ramon Berenguer IV]».

## La formación de la Corona de Aragón
A principios de septiembre de 1134 moría sin descendencia el rey de Aragón y de Pamplona Alfonso el Batallador y en su testamento cedía sus reinos a las órdenes militares del Santo Sepulcro, del Hospital de Jerusalén y del Temple. Ante este hecho que era contrario a la tradición y que no tenía precedentes, los estamentos del Reino de Pamplona (unido a Aragón desde 1076), proclamaron rey al señor de Tudela García Ramírez (bisnieto por línea bastarda de García Sánchez III de Pamplona) y se separaron definitivamente de Aragón. En este contexto, los nobles aragoneses tampoco aceptaron el testamento y reunidos en Jaca proclamaron rey a Ramiro, hermano del rey difunto, un monje que era entonces obispo de Roda-Barbastro. Por su parte el rey de Castilla y de León Alfonso VII reclamó sus derechos al trono de Aragón, como hijastro del rey difunto y tataranieto de Sancho III el Mayor. La grave crisis sucesoria se complicó aún más cuando el papa Inocencio II reclamó el cumplimiento del testamento del Batallador y negó el reconocimiento como rey a Ramiro.

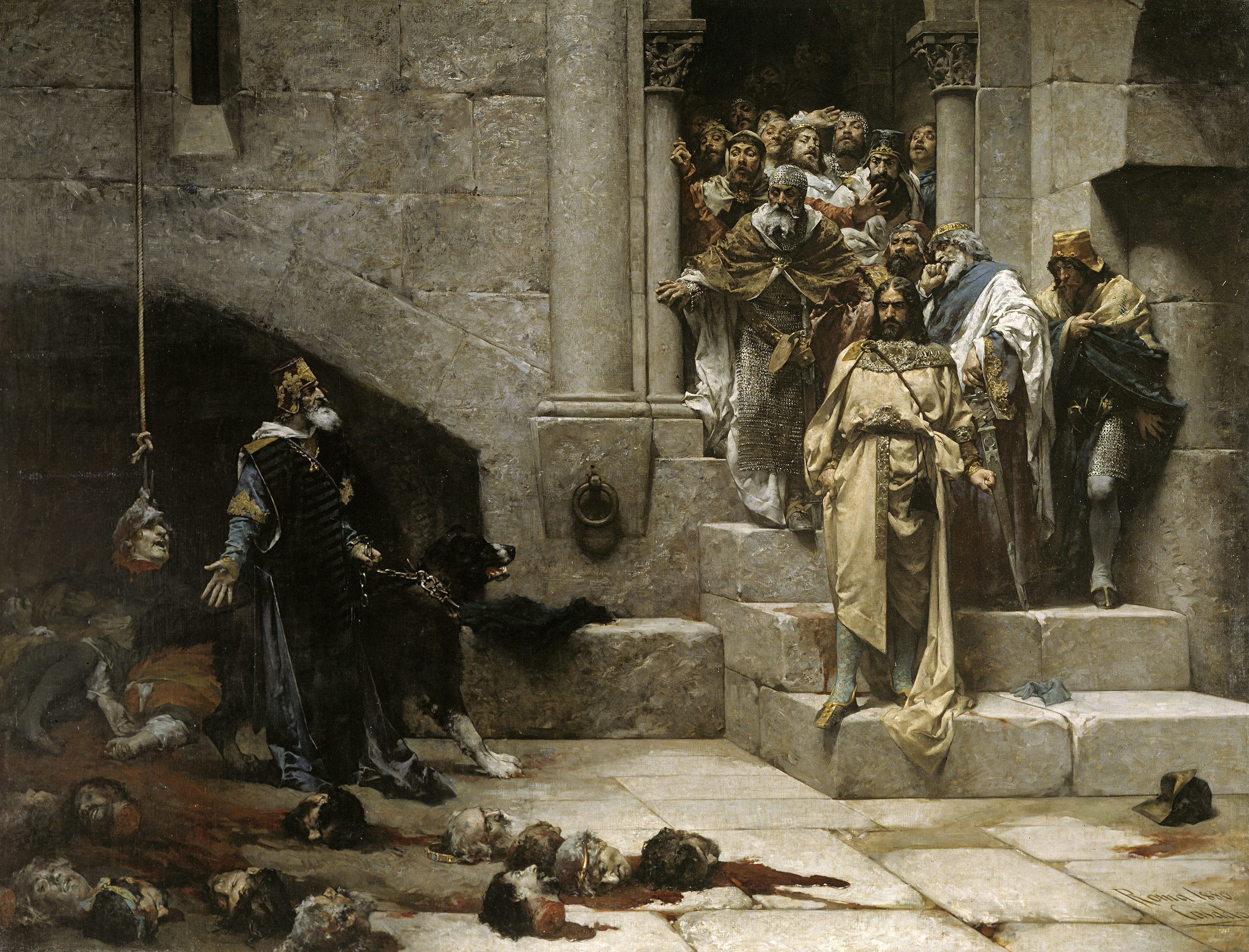
Cuadro histórico de José Casado del Alisal de 1880, titulado La campana de Huesca (óleo sobre lienzo, Ayuntamiento de Huesca). Reproduce la Leyenda de la Campana de Huesca, que relata el castigo que recibieron doce nobles aragoneses por oponerse al rey Ramiro II.

El rey Alfonso VII dejó claras sus intenciones cuando en diciembre de 1134 penetró con una expedición en Zaragoza. Unos meses después Ramiro tuvo que hacer frente a una conjura nobiliaria para destronarle (en favor de García Ramírez, aliado con Alfonso VII), pero, tras refugiarse Besalú durante unas semanas, logró desbaratarla («Leyenda de la Campana de Huesca») para lo que contó con el apoyo del conde de Barcelona Ramon Bereguer IV (con el que se había entrevistado durante su estancia en Besalú en octubre de 1135). Para asegurar su posición Ramiro renunció a su condición de eclesiástico para poder casarse con Inés de Poitiers, y tener un descendiente que heredara el trono («tomé esposa no por deseo de la carne, sino por la restauración de la sangre y de la estirpe», declaró en noviembre de 1137). La boda se celebró en 13 de noviembre de 1135 y el 11 de agosto del año siguiente nacía una niña, Petronila. Al no ser un varón Ramiro tuvo que planear rápidamente su futuro matrimonio, eligiendo entre la dinastía castellano-leonesa o la barcelonesa.
Alfonso VII presentó la candidatura de su hijo Sancho, futuro Sancho III de Castilla, pero una parte de la nobleza aragonesa y el propio rey Ramiro II apoyaron la opción del conde de Barcelona Ramon Berenguer IV. Según el acuerdo firmado en Barbastro el 11 de agosto de 1137 el rey Ramiro donaba su «hija por mujer, con todo el reino aragonés íntegro» (tocius regni Aragonensis inegritate) a Ramon Berenguer y le encomendaba a «todos los hombres del reino bajo homenaje y juramento, para que te sean fieles toda tu vida... y por todas las cosas que les pertenecen, salvada la fidelidad hacia mí y a mi hija». Ramiro decía también «que si mi hija muriese, y tu sobrevivieses, tengas la donación del predicho reino libre e inmutable, sin ningún impedimento después de mi muerte». Terminaba diciendo «que yo, el predicho rey Ramiro, sea rey, señor y padre en el predicho reino y en todos tus condados [rex, dominus et pater in prephato regno et in totis comitatibus tuis] mientras a mi me plazca». Para poder atribuirle la potestas regia a Ramón Berenguer IV recibió el título creado ex profeso para él de princeps  y dominador de Aragón. Según Enric Guinot, la firma del acuerdo entre Ramiro II y Ramon Berenguer IV «se suele considerar como el momento exacto del nacimiento de la Corona de Aragón». Por su parte, Thomas N. Bisson, lo valora como un «triunfo diplomático» de Ramon Berenguer IV porque «ponía fina a la dominación castellana (o aragonesa) en las fronteras musulmanas desde Lérida hasta el bajo Ebro, y abrió las perspectivas de una conquista catalano-aragonesa de Valencia».
Tras dejar Barbastro, Ramiro II y Ramon Berenguer IV «comenzaron a recorrer el territorio aragonés haciendo actos de gobierno conjuntos, aunque en un momento determinado parece que se produjo algún problema al hacer el rey algunas concesiones a terceros sin conocimiento del conde. En Ayerbe, el 27 de aquel mes de agosto, Ramiro II vuelve a confirmar la donación hecha en Barbastro de su hija, el honor regio y sus hombres en homenaje, declara nula toda concesión realizada por él a otros y confirma a Ramon Berenguer que no hará ninguna otra concesión a nadie sin el consentimiento y el consejo del conde», ha afirmado Cristian Palomo. Finalmente, el 13 de noviembre, en Zaragoza, Ramiro II ratificó nuevamente la donación de su hija con todo el reino y su honor. «Parece que en este tiempo de cogobierno conjunto, la relación entre el rey y el conde se hizo más estrecha, ya que el rey, con libre voluntad y firme afecto, ordenó a todos los aragoneses que los castillos, las fortalezas y todos los honores que tenían como vasallos de Ramiro, los habían de tener y mantener para el conde de Barcelona, a quien tenían que obedecer y ser fieles en todo como rey. A continuación dona a Ramon todo aquello que se había reservado en el primer documento —en relación con los honores y los castillos, se entiende— y añade que, ahora que ha donado todo lo que tenía a Ramón, el conde lo ha de tener todo siempre con fidelidad y al servicio de Ramiro (esta vez sin mencionar a Petronila)», ha señalado Cristian Palomo. Tras la que sería conocida como la «renuncia de Zaragoza», Ramiro II se retiró al monasterio de San Pedro el Viejo de Huesca. «Aunque, según Jerónimo Zurita, hasta su muerte [en 1157] vistió como un rey, y no como un monje, y no intervino más en la esfera política».
El primer acto de Ramon Berenguer como princeps de Aragón fue rendir homenaje a Alfonso VII por Zaragoza, en cumplimiento del acuerdo que había alcanzado su suegro con el rey castellano-leonés el año anterior, al que siguió la firma del tratado de Carrión en 1140 por el que Alfonso VII devolvió varias plazas del valle del Ebro que había ocupado, de nuevo a cambio del reconocimiento de vasallaje, y que incluyó un proyecto de reparto del reino de Pamplona que no prosperó. Poco después se ocupó de llegar a acuerdos con las tres órdenes militares que habían sido las beneficiarias del Testamento de Alfonso el Batallador, y en última instancia con el Papa, y que a cambio de la renuncia a su herencia recibieron bienes, derechos y rentas. La del Temple, cuyo acuerdo se alcanzó en 1143, fue compensada ampliamente, según Josep Maria Salrach, con «numerosos bienes alodiales, el diezmo de todo el reino, otros derechos y la quinta parte de las futuras conquistas». Según Cristian Palomo, «no tuvieron inconveniente en conferir directamente al conde la potestad de aquellos territorios [que habían recibido por el testamento de Alfonso I] y la libertad de utilizar el título regio, que a pesar de haber sido otorgada por el prior del Santo Sepulcro y patriarca de Jerusalén, Guillermo de Malinas, el conde no utilizó. Así, el conde, que se presenta al maestre del Temple como sucesor de Alfonso el Batallador en Aragón, "successor illius in regno", no solo recibió el reino de Aragón de Ramiro II, sino también de las tres órdenes jerosolomitanas, las cuales transmiten al conde y a su progenie, siempre que fuese legítima, sus derechos y su poder sobre el reino y sus hombres». Estos acuerdos serían confirmados en junio de 1458 el papa Adriano IV, lo que «zanjó el contencioso iniciado casi cinco lustros antes», ha señalado José Angel Sesma Muñoz.

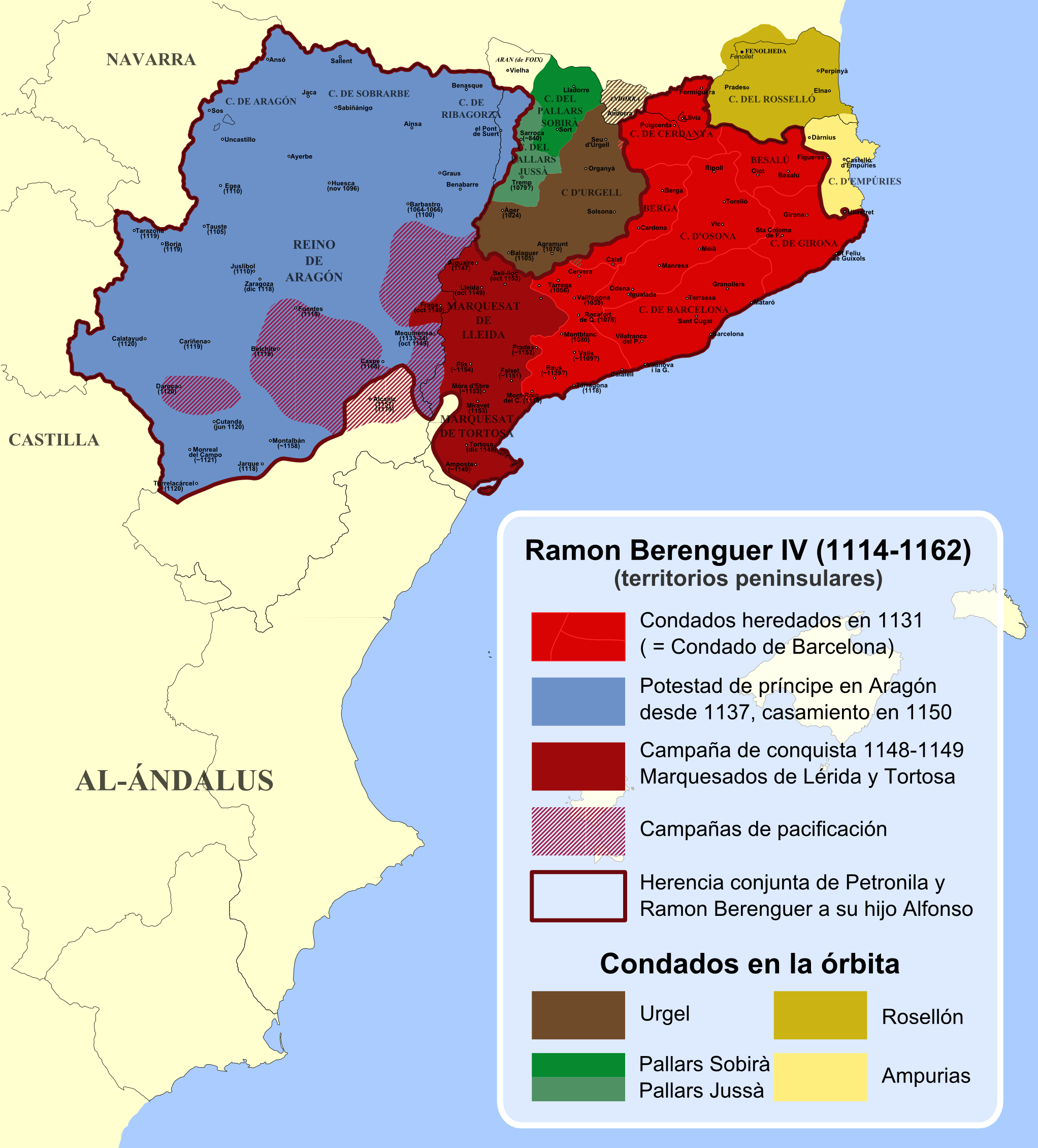
Territorios peninsulares bajo el dominio de Ramon Berenguer IV en el momento de su muerte (1162).

Durante su gobierno Ramon Berenguer consolidó los avances territoriales conseguidos hasta entonces (en 1142 otorgaba el Fuero de Daroca que fijaba el amplísimo término de esta población fronteriza con Al-Ándalus) y los amplió con la conquista de Tortosa en diciembre de 1148, cuyo territorio no quedó adscrito a ninguno de sus dominios (Ramon Berenguer añadió a sus títulos el de «marqués de Tortosa»). Al año siguiente conquistaba Lérida, Fraga y Mequinenza y de nuevo esos territorios no fueron adscritos ni al condado de Barcelona ni al reino de Aragón. Como en el caso de Tortosa, los convirtió en un marquesado y a partir de entonces Ramon Berenguer se tituló comes barchinonensis, princeps aragonensis atque Ilerde et Tortose marchio ['conde de Barcelona, príncipe de Aragón y marqués de Lérida y de Tortosa']. Ese mismo año de 1149 firmó la paz con el rey García VI de Pamplona, que incluía el matrimonio de Ramon Berenguer IV con la infanta Blanca, hija del rey. El enlace no se produjo y en 1150, cumplida la mayoría de edad canónica, se casaba en Lérida con Petronila.
En 1151 Ramon Berenguer acordaba el Tratado de Tudillén con Alfonso VII quien le reconocía el derecho a hacerse con los territorios del emir de Murcia Muhámmad ibn Mardanís (cuyos dominios incluían también Valencia y Denia), quien desde 1149 ya le pagaba a Ramon Berenguer unas cuantiosas parias anuales en oro. Además no descuidó los asuntos del otro lado de Pirineos en defensa de los intereses de la casa condal de Barcelona frente a los conde de Tolosa, sellando una alianza con el rey de Inglaterra, casado con Leonor de Aquitania, y con los señores de Carcasona y Montpellier. «Estas victorias políticas y militares, juntamente con el hundimiento de la hegemonía castellana a la muerte de Alfonso VII en 1157, hicieron de Ramon Berenguer IV el gobernante más poderoso de la Península», ha afirmado Thomas N. Bisson.

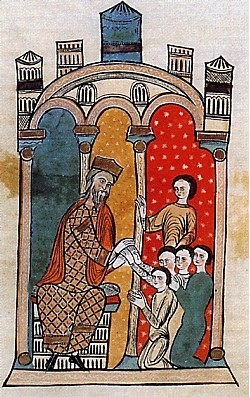
Miniatura del Liber feudorum maior que representa al rey de Aragón y conde de Barcelona Alfonso el Casto recibiendo el homenaje de sus vasallos.

Ramon Berenguer murió inesperadamente en agosto de 1162 y en su testamento dejó como protector de su hijo primogénito y heredero de todos sus dominios aragoneses y barceloneses, Ramon, de cinco años de edad, a su aliado el rey Enrique II de Inglaterra (el condado de Cerdaña lo cedió a su segundo hijo). Siguiendo lo establecido en el testamento se reunieron en Huesca en octubre los magnates aragoneses y catalanes que lo reconocieron como el sucesor a los honores de Aragón y Barcelona. Allí, o poco más tarde, se le cambió el nombre por el de Alfonso (II de Aragón y I de Barcelona) y recibió el título real de Aragón que su padre nunca había ostentado, que se unió al de conde de Barcelona. Durante su minoría de edad estaría bajo la tutela de consejeros de los dos estados.
Se iniciaba así el reinado de Alfonso el Casto, el primer soberano en ostentar los títulos de rey de Aragón y conde de Barcelona, manteniendo ambos territorios sus usos, costumbres y moneda, y sus instituciones políticas propias. Del mismo modo, los territorios que se fueron anexionado por la política expansionista de la Corona, crearían y mantendrían separadas sus propias instituciones. Así pues, aparte de la figura común del monarca, las diversas entidades políticas que componían la Corona mantuvieron siempre su respectiva independencia administrativa, económica y jurídica.

### Los territorios de la nueva Corona

Expansión peninsular y baleárica de la Corona de Aragón.

Territorios peninsulares de la corona, dentro de la España actual. En tono rosado: El Rosellón, entregado a Francia por el Tratado de los Pirineos (1659); el Principado de Andorra, que fue parte del Condado de Urgel; los actuales municipios de Santa Cruz de Moya (Actual provincia de Cuenca), que perteneció durante un breve periodo de tiempo al Reino de Valencia, y Caudete (Actual provincia de Albacete), que también perteneció históricamente al Reino de Valencia. Nótese que quedan excluidos los actuales municipios alicantinos de Villena y Sax por haber pertenecido históricamente al Reino de Murcia (Corona de Castilla) hasta el año 1836, y parte de la actual comarca de Requena-Utiel, que también perteneció a la Corona de Castilla hasta el año 1851.

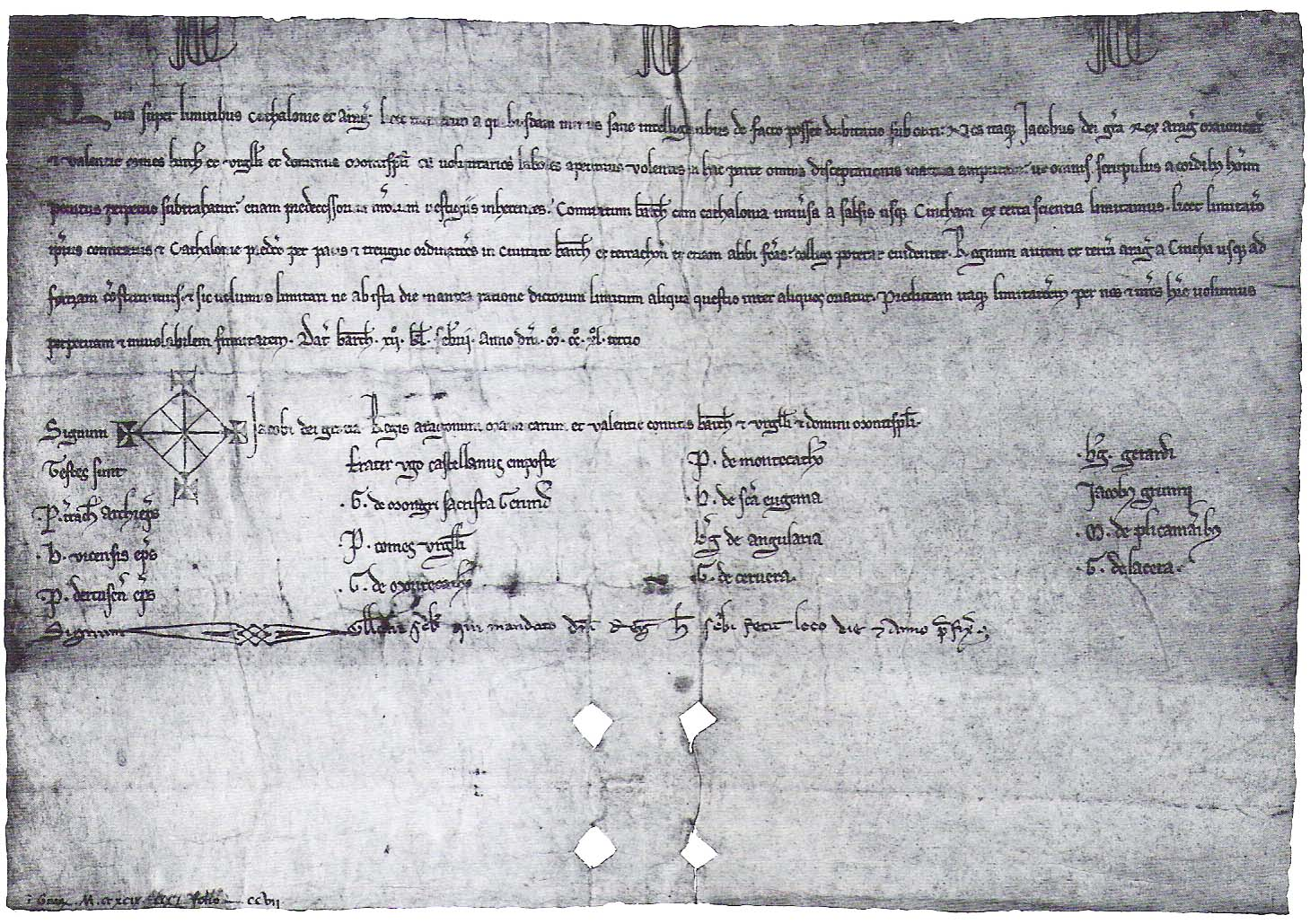
A raíz de las resoluciones testamentarias de 1243 y 1244, Jaime I de Aragón definió los límites entre Cataluña y el Reino de Aragón. Los límites de Cataluña se ampliaron «desde Salses hasta el Cinca» y los límites del reino y tierra de Aragón se constituyeron «desde el Cinca hasta Ariza»:
Íncipit: «Quia super limitibus Cathalonie et Aragonum (...) predecessorum nostrorum vestigiis inherentes comitatum Barchinone cum Cathalonia universa a Salsis usque Cincham ex certa scientia limitamus (...) Regnum autem terram Aragonum a Cincha usque ad Ferizam consituimus»
(ACA, Canc. Perg. Jaime I, n. 935 d.)

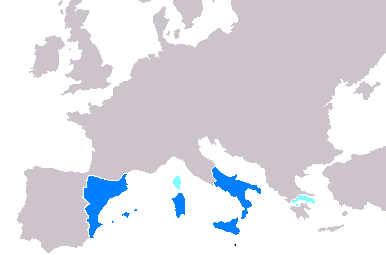
La Corona de Aragón en su máxima extensión.

Los territorios que pasaron a formar parte de la Corona de Aragón fueron los siguientes:
- El Reino de Aragón (Jaca, Roda de Isábena, Huesca, Barbastro, Monzón, Tarazona, Zaragoza y Calatayud).
- El Condado de Barcelona (que incluía la capital, Barcelona, así como los condados de Berga, Besalú, Gerona, Manresa y Osona).
- Los territorios feudatarios y vasallos de la Corona: Vizcondado de Bearne (Pau), Condado de Bigorra (Tarbes), Condado de Cominges (Saint Bertrand), Condado de Carcasona (Ciudadela de Carcasona), Condado de Rasés (Limoux) y los condados catalanes del Pallars Sobirá (Sort), Pallars Jussá (Tremp), Urgel (Seo de Urgel, Balaguer), Rosellón (Castellrosselló, Perpiñán) y Ampurias (Castellón de Ampurias).
- El Marquesado de Provenza, herencia de la casa de Barcelona desde el matrimonio de Ramón Berenguer III con Dulce de Provenza, de soberanía directa durante treinta años del reinado de Alfonso II de Aragón entre 1166 y 1196:[80] Provenza (Arlés, Niza, Aix-en-Provence, Marsella), Carladès (Carlat), Gavaldá (Mende); y Millau (desde 1172).
- Las conquistas de Ramón Berenguer IV para la Corona de Aragón: Daroca, Monreal del Campo, Montalbán, Caspe, Fraga, Lérida y Tortosa.

En cuanto al estatus jurídico, las nuevas adquisiciones de Ramón Berenguer IV (Daroca, Monreal del Campo, Montalbán) y Alfonso II (Teruel, Alcañiz) en los territorios aragoneses al sur de Zaragoza, que ya habían sido sometidos y después perdidos por Alfonso I el Batallador, fueron incorporados sin solución de continuidad al reino de Aragón y a sus usos y costumbres, obteniendo fueros y cartas de población heredadas de las de Jaca y Zaragoza.
Por lo que respecta a los condados independientes: Urgel, los Condados de Pallars (que carecían de frontera con el condado de Barcelona, separado de este casal por el poderoso condado de Urgel y estaba compuesto por el Pallars Sobirá o Alto Pallars y el Pallars Jussá o Bajo Pallars), Rosellón y Condado de Ampurias, cada uno se fue incorporando a la Corona de diversos modos desde la segunda mitad del siglo XII hasta el siglo XIV. Algunos, como el de Urgel, mantuvo hasta 1314 una dinastía condal independiente, aunque desde el siglo XIII estuvo ligado por vínculos vasalláticos al rey de Aragón.
- El Condado del Rosellón estaba gobernado por el conde Gerardo II de Rosellón, quien murió sin sucesión en 1172. Su testamento estableció que el Rosellón «todo íntegramente lo doy a mi señor el rey de los aragoneses» por la fe depositada en su soberano Alfonso II, que fue inmediatamente reconocido como rey en Perpiñán.[82]
- El Alto Pallars (Pallars Sobirá) se situaba en la cuenca del Noguera Pallaresa haciendo frontera con el valle de Arán, donde Pedro I había muerto interviniendo directamente en los asuntos de este territorio. En 1170 el conde de Bigorra Céntulo III se declaró vasallo de Alfonso II de Aragón, que le concedió a cambio en 1175 el título de conde de Pallars Subirá y conde de Ribagorza, recibiendo la tenencia del Valle de Arán.[83]
- El Bajo Pallars era un condado independiente con mayores recursos económicos que el del Alto Pallás, y su conde Arnal Mir de Pallars Jussà fue feudatario de Alfonso I el Batallador y desempeñó un importante papel en la unión de la reina Petronila y el conde Ramón Berenguer IV. En 1193 Alfonso II de Aragón intervino militarmente en el Bajo Pallás en defensa de los intereses de los descendientes de Arnal Mir, quienes (como señala Martín Aurell en 1995)[84] lo entregaron a «tibi Ildefonso, venerabili rege Aragonis et comiti Barchinone et marchio Provincie» a causa de la fidelidad y homenaje prestados a Aragón desde hacía más de un siglo.[85]
- El Condado de Urgel tenía una trayectoria histórica individual desde comienzos del siglo IX, en que Aznar I Galíndez de Aragón fue designado conde de Cerdaña y Urgel, y fue sucedido por su hijo Galindo Aznárez. Tras el gobierno de varios condes nombrados por el emperador franco, Wifredo el Velloso legó el condado de forma hereditaria a su tercer hijo Sunifredo II, iniciando así una dinastía que se prolongó hasta el siglo XIV. Ermengol VIII de Urgel sufrió una rebelión y a su muerte, su viuda Elvira de Subirats aceptó la concertación con Pedro II en 1209 de la boda de su hija Aurembiaix con el futuro Jaime I que no fructificó. Aprovechando el caos imperante en la Corona tras la muerte de Pedro II en la batalla de Muret, el condado de Urgel quedó en manos de Geraldo de Cabrera. Tras diversos enfrentamientos bélicos y la muerte de Aurembiaix, última descendiente de la primera dinastía de Urgel, Ponce I, hijo de Geraldo, se reconoció feudatario de Jaime I de Aragón. Posteriormente, a comienzos del siglo XIV, Ermengol X de Urgel acordó con Jaime II de Aragón nombrar a Teresa de Entenza heredera del condado de Urgel a cambio de casarla con el futuro Alfonso IV de Aragón. El condado pasa a integrar la Corona a todos los efectos después de la derrota militar (1413) del último de los condes de Urgel, Jaime II el Desafortunado, frente al primer rey de la Casa de Trastámara, Fernando de Antequera, que había sido designado un año antes rey de Aragón entre el resto de candidatos, entre los que se encontraba el conde de Urgel, en el Compromiso de Caspe.
- El primer conde privativo del Condado de Ampurias fue Hugo I (991-1040). Tras la participación de Hugo II de Ampurias junto a Ramón Berenguer III en la expedición pisano-barcelonesa a Mallorca (1114), su hijo Ponce II renovó el vasallaje al conde de Barcelona, pero luego se enfrentó a él, fue hecho prisionero y perdió el señorío de Perelada. Sus sucesores mantuvieron una independencia nominal del condado que, sin posibilidades de crecimiento y rodeado por los dominios barceloneses, mantuvo su relativa autonomía pagando rentas al soberano de la Corona de Aragón hasta que en el siglo XIV se incorpora a ella definitivamente.[86][87]

## SiglosXIIalXV: la expansión de la Corona de Aragón

### SigloXII

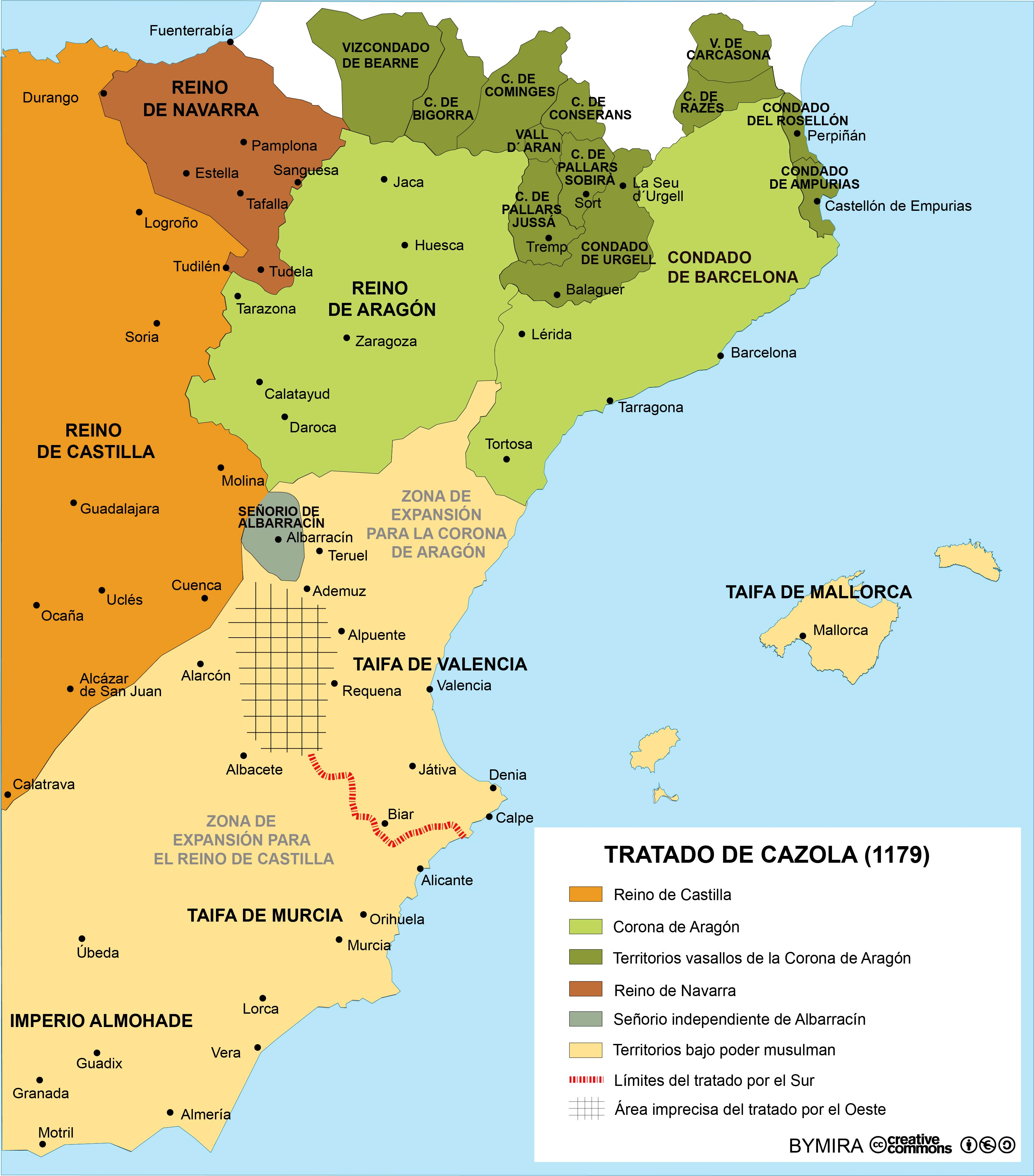
Mapa que muestra el reparto de Al-Ándalus entre las Coronas de Castilla y de Aragón establecido en el tratado de Cazola firmado por Alfonso VIII de Castilla y Alfonso II de Aragón (1179).

La unión dinástica entre el condado de Barcelona y el reino de Aragón dará un nuevo impulso a su expansión, tanto hacia el sur como hacia el otro lado de los Pirineos ―hacia Occitania y Provenza en pugna con los condes de Tolosa―. Fruto de ello es que Ramon Berenguer IV completa la conquista de la Cataluña Nueva con la toma de Tortosa (1148) y de Lérida (1149), se continua la expansión en las tierras al otro lado del Ebro y a continuación firma en 1150 con Alfonso VII de Castilla el Tratado de Tudilén por el que se establecía el futuro reparto de Al-Ándalus entre ambas coronas ―Castilla renunciaba al valle del Ebro (Caspe y Teruel serán tomadas en 1170) y a la conquista de Valencia, a favor de Aragón―, acuerdos que fueron ratificados en el Tratado de Cazola de 1179, firmado por el hijo de Ramon Berenguer Alfonso II de Aragón.
También durante el gobierno de Ramón Berenguer IV, la sede episcopal de Tarragona recupera en 1154 la categoría de sede metropolitana, desvinculándose así de la sede de Narbona. Quedan como sus obispados sufragáneos las sedes del condado de Barcelona, del condado de Urgel y del valle del Ebro hasta Calahorra y Pamplona.
En la ocupación del valle del Ebro se optó por conservar en ciudades y campos a la población musulmana ―los mudéjares―, aunque en el caso de las ciudades se pactó que los musulmanes pasado un año deberían abandonar sus casas y trasladarse a barrios extramuros, si bien podían conservar sus bienes muebles y las fincas de cultivo que tuvieran en los términos de la ciudad o en cualquier otra, y además conservaban sus mezquitas, sus jueces y sus leyes especiales ―aunque, se les prohíbe emigrar―. En cambio en las zonas de frontera ―la Extremadura aragonesa― las ciudades se cedieron a nobles que organizaron la «repoblación» y se concedieron fueros y privilegios para atraer pobladores cristianos. A cada una de estas ciudades se le asignará un extenso territorio para su vigilancia y defensa, que suele constar de una parte en poder del enemigo musulmán, lo que legitima las incursiones de pillaje y las cabalgadas.
En cuanto a la Cataluña Nueva, las primitivas formas repobladoras de la «aprisión» convivieron con la concesión de fortalezas o castillos a señores, que serán quienes organicen el poblamiento. Asimismo los condes de Barcelona y reyes de Aragón fundan importantes municipios, como los de Tortosa y Lérida, que gozan de extensos privilegios bajo su soberanía directa.

### SigloXIII: Mallorca, Valencia y Sicilia
La derrota que sufre el rey de Aragón y conde de Barcelona Pedro el Católico en la batalla de Muret en 1213 ―donde muere― pone fin a las aspiraciones catalano-aragonesas sobre Occitania, por lo que se renueva el interés por las tierras del sur y por las islas Baleares. Así, el hijo de Pedro el Católico, Jaime I (1213-1276) inicia la conquista de Mallorca, que tiene lugar entre 1229 y 1232 ―Ibiza será conquistada en 1235, y Menorca mucho más tarde, en 1287―, y la de Valencia, entre 1232 y 1245. En la ocupación de los dos nuevos territorios se recurrirá al sistema del repartiment.

Armas de Aragón y Sicilia

Ni Mallorca ni Valencia fueron incorporadas a Cataluña o a Aragón, sino que constituyeron dos nuevos reinos, el reino de Mallorca y el de Valencia —una decisión criticada por el historiador José Angel Sesma Muñoz porque, según él, «significaba, simplemente, la voladura del edificio común de la Corona y obligar al viaje individual a cada una de sus unidades», «una división interior, con fronteras de diferenciación, espacial, social e institucional, que impidiera la unidad de acción y promoviera la "nacionalización" en cada uno de los estados», condenando a la Corona de Aragón «a ser en el futuro una simple unión dinástica; se perpetuaron las diferencias y los agravios impidiendo un crecimiento armónico y solidario»—. Tras la muerte del Conquistador, el reino de Mallorca, lo heredó su hijo Jaime y que incluía no solo las islas Baleares, sino también los condados de Rosellón y Cerdaña y el señorío de Montpellier. Este reino sería finalmente anexionado a la Corona de Aragón por Pedro el Ceremonioso en el siglo siguiente.
A partir de las conquistas de Valencia y de Mallorca los soberanos de la Corona de Aragón desarrollaron una activa política de control del Mediterráneo Occidental y establecieron una especie de protectorado sobre los sultanatos del Magreb oriental (Túnez, Bugía, Tremecén) y se anexionaron Sicilia en 1282, donde desde 1296 reinará una rama de la casa condal de Barcelona.
Así pues, como ha destacado Enric Guinot, «el siglo XIII fue una época crucial de la historia de la joven Corona de Aragón, tanto por la nueva gran expansión territorial que protagonizó en su espacio de la península ibérica, con las conquistas de Mallorca y Valencia a los musulmanes, como porque la centuria culmina con el inicio de la expansión por el Mediterráneo con la integración de la isla de Sicilia el año 1282».

### SigloXIV: ducados de Atenas y de Neopatria y Cerdeña

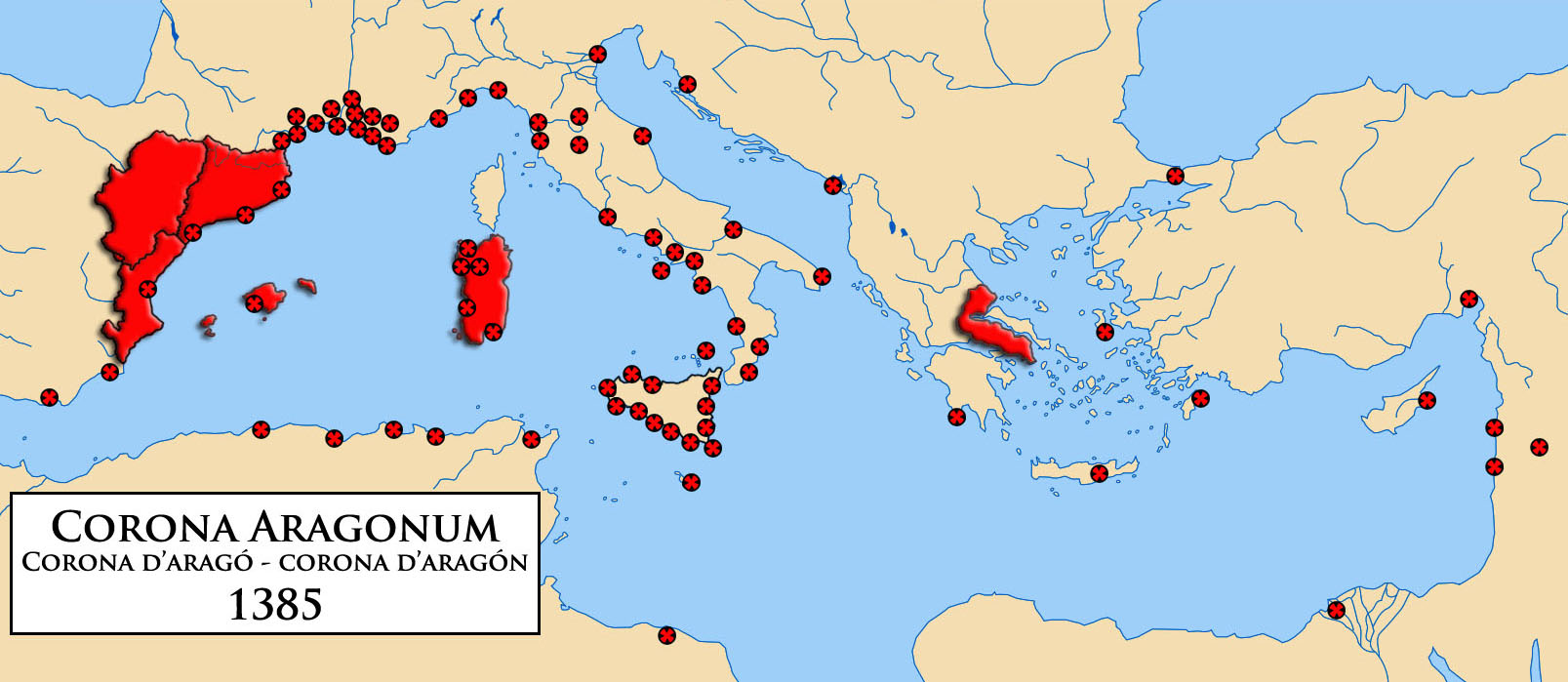
Expansión de la Corona en el Mediterráneo hacia 1385.

En la conquista de Sicilia habían participado tropas mercenarias conocidas como almogávares pero la paz de Caltabellota de 1302, que puso fin temporalmente al conflicto por la soberanía de la isla que enfrentaba a la Corona de Aragón con la Casa de Anjou, los dejó sin ocupación. Así uno de sus jefes Roger de Flor pactó con Federico II de Sicilia pasar al servicio del emperador bizantino Andrónico II, amenazado por los turcos. Se formó la que sería conocida como la Gran Compañía catalana, compuesta por unos 6000 hombres, que partió de Mesina a bordo de 36 galeras, llegando a Constantinopla en septiembre de 1303.
En los meses siguientes desarrollaron exitosas campañas militares que lograron desalojar a los turcos de la mayor parte de Anatolia, uniéndoseles dos nuevos contingentes de almogávares —el primero integrado por 1200 hombres al mando de Bernat de Rocafort y el segundo de 1300 capitaneado por Berenguer de Entenza—. Roger de Flor fue llamado a Constantinopla y allí expuso sus pretensiones que fueron consideradas excesivas por el nuevo basileus Miguel IX Paleólogo quien lo mandó asesinar en abril de 1305. La brutal y devastadora respuesta de los almogávares, al mando sucesivamente de Berenguer d'Entença y de Bernat de Rocafort, sería conocida como la Venganza catalana. Durante los años siguientes Tracia, Macedonia y Grecia fueron saqueadas hasta que en 1310 los almogávares entraron al servicio del duque de Atenas Gualterio V de Brienne. Pero cuando este incumplió el contrato económico acordado lo derrotaron, le dieron muerte y se apoderaron del ducado, poniéndolo bajo la autoridad del rey de Sicilia. Un hijo de este, Alfonso Fadrique, se hizo cargo del gobierno, con el título de vicario general, y en 1318 o 1319 conquistó la parte meridional de Tesalia, creando con ella el Ducado de Neopatria, que quedó unido al de Atenas. Los ducados fueron incorporador formalmente a la Corona de Aragón en 1380, durante el reinado de Pedro el Ceremonioso, pero por muy poco tiempo porque desaparecieron entre 1388 y 1393, al no recibir la ayuda de Juan I ocupado en sostener los derechos de su sobrino Martín el Joven sobre el reino de Sicilia y en hacer frente al recrudecimiento de la sublevación de Córcega, incorporada a la Corona de Aragón en 1324 por Jaime II.
En efecto, en junio de 1323 Jaime II había iniciado la conquista de Cerdeña, en virtud del Tratado de Anagni de 1295 por el cual el papa le había conferido la soberanía de la isla a la Corona de Aragón. Una escuadra compuesta de trescientas naves capitaneada por el heredero al trono Alfonso se dirigió a la isla y consiguió ocuparla al año siguiente tras derrotar a los pisanos en la batalla de Lucocisterma y rendir Cagliari, naciendo así el reino de Cerdeña. Aunque la República de Pisa aceptó la soberanía de Jaime II sobre la isla, no sucedió lo mismo con la República de Génova, la gran rival de la Corona de Aragón por el dominio del Mediterráneo occidental y que también tenía intereses en Cerdeña, lo que desencadenó la guerra arago-genovesa de 1331-1336, «una guerra de desgaste que se caracterizó por el saqueo de localidades costeras, persecución de naves, ajusticiamiento de tripulaciones, etc.», ha indicado Josep Maria Salrach. En la segunda mitad del siglo Pedro el Ceremonioso tuvo que hacer frente a una rebelión interna sarda encabezada por el Giudicato de Arborea y que contó con el apoyo de Génova.

### SigloXV: Nápoles
La nueva dinastía Trastámara, entronizada en la Corona de Aragón tras el compromiso de Caspe de 1412, continuó con la política mediterránea de sus antecesores de la Casa de Barcelona-Aragón. Fernando de Antequera se ocupó inmediatamente de pacificar el reino de Sicilia (sumido en la anarquía desde la muerte de Martín el Joven en 1409) y tras conseguirlo nombró como virrey a su segundo hijo Juan. En cuanto al reino de Cerdeña pactó una tregua con la República de Génova y luego llegó a un acuerdo con los sublevados a cambio de su sumisión, lo que puso fin a la larga guerra sardo-aragonesa iniciada a mediados del siglo anterior.
En 1416 murió Fernando I y le sucedió su hijo primogénito Alfonso V, que sería conocido como «el Magnánimo», quien emprendió una decidida política mediterránea con el objetivo de incorporar a su Corona al reino de Nápoles, entonces bajo la soberanía de la Casa de Anjou. La primera expedición fracasó al ser derrotada la flota catalano-aragonesa por una escuadra de la República de Génova en la batalla de Ponza (1435), pero en junio de 1442 logró entrar triunfante en Nápoles, donde estableció su corte hasta su muerte en 1458. Le sucedió su hermano Juan II que tuvo que hacer frente a la terrible guerra civil catalana (1462-1472).

### La cancillería real
Durante este momento histórico de gran expansión territorial e influencia política, la Corona de Aragón se dota de una estructura burocrática y administrativa, la cancillería real, que adquirió su plenitud a partir de Pedro el Ceremonioso, que la reformó y estructuró rígidamente, incorporando entre otros escribanos, secretarios y protonotarios y fijando estrictamente sus funciones. Sobre ella recaía la responsabilidad de elaborar la correspondencia del rey y la de su consejo tanto en lo referido a política interior como a la internacional así como conservar las correspondientes copias en el archivo real, el cual ha llegado prácticamente íntegro hasta nuestros días, de forma que constituye uno de los fondos documentales medievales más importantes del mundo.
Todos los integrantes de la cancillería debían ser sumamente diestros en la elaboración de textos en latín, catalán y aragonés, lenguas de trabajo de la cancillería, que en términos modernos denominaríamos oficiales. El origen de la actual extensión del catalán se encuentra en la Corona de Aragón, donde el catalán era el idioma dominante y más hablado, ya que lo hablaba el 80% de la población [cita requerida]. Este dominio conjunto de las lenguas vulgares y de la culta tuvo diversos efectos de gran trascendencia para la historia del aragonés y el catalán:
- Se trasladaron elementos estilísticos, retóricos y gramaticales a las lenguas vulgares las cuales adquirieron una especial precisión y elegancia formal.[nota 10]
- La capilaridad territorial de la documentación de la cancillería configuró un modelo lingüístico que fue adoptado en los respectivos territorios, ejerciendo una influencia unificadora y supradialectal tanto en el ámbito administrativo como en la prosa literaria, que el resto de lenguas vulgares tardarían siglos en adquirir con la constitución de las academias.[nota 11]
- Los funcionarios de la cancillería se acercaron a la literatura culta en latín, desde Cicerón a Petrarca, traduciendo sus obras y constituyendo una de las más tempranas manifestaciones del humanismo, y más tarde del Renacimiento literario. Sin estos precedentes no es posible explicar la aparición de figuras como Juan Fernández de Heredia para el caso aragonés o Bernat Metge y el Siglo de Oro valenciano, singularmente en lo referido a la Valenciana prosa, para el valenciano.[109]

### Capital de la Corona de Aragón
La sede de la coronación era la Seo de Zaragoza desde Pedro II (siglo XII). Las Cortes generales se reunieron casi siempre en Monzón (siglos XIII-XVI) el resto de ocasiones tuvieron lugar en Fraga, Zaragoza, Calatayud y Tarazona. La sede de la cancillería (siglos XIII-XV) fue Barcelona, aunque Nápoles lo fue durante el reinado de Alfonso V. Por otro lado, el Archivo General de la Corona de Aragón, el cual era el depósito oficial de documentación real de la Corona desde el reinado de Alfonso II (siglo XII), se encontró al principio en el monasterio de Sigena pero desde 1301 su sede definitiva fue Barcelona. El historiador Domingo Buesa señala a Zaragoza como la capital de facto política, aunque no así en otros ámbitos como lo económico o administrativo que correspondería a Barcelona. Antoni Furió, por su parte, considera a Zaragoza como la capital «simbólica y ceremonial» de la Corona, mientras que Barcelona sería la capital administrativa —sede de la Cancillería y del archivo real— y económica.
Los reyes de la Corona se enterraron en su inmensa mayoría en el monasterio de Santa María de Poblet, que sirvió de Panteón Real. Otros lugares fueron el monasterio de Santes Creus, el monasterio de Santa María de Vallbona, el monasterio de Sigena (Pedro el Católico), el convento de San Francisco de Barcelona, la catedral de Lérida y la catedral de Granada (Fernando el Católico, último rey exclusivo de Aragón antes de la unión con Castilla).

## SiglosXV,XVIyXVII: cambio de dinastía e incorporación a la Monarquía Hispánica

### Del cambio de dinastía a la unión dinástica con Castilla (1412-1479)

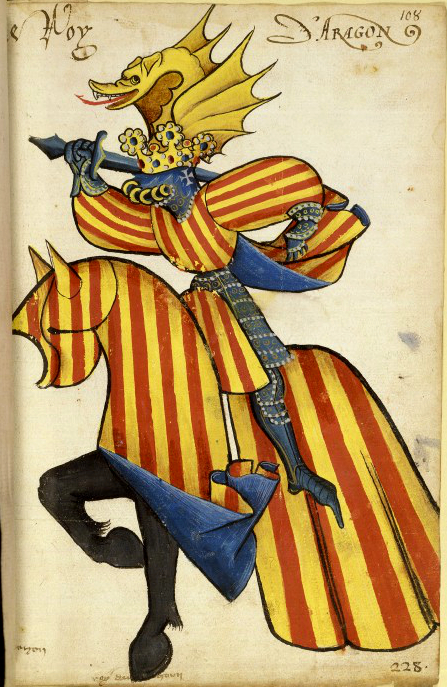
Representación heráldica ecuestre del Rey de Aragón en el Armorial ecuestre del Toison de Oro, 1433-1435.

Tras la muerte sin descendencia de Martín el Humano en 1410, la Corona se vio abocada a un periodo de interregno, pues falleció sin haber nombrado sucesor. En ese contexto aparecieron seis candidatos al trono: el infante Fadrique de Luna, Alfonso de Aragón el Viejo (y a su muerte su hermano, Juan de Prades), Luis de Anjou, Jaime de Urgel y Fernando de Antequera, cuyas aspiraciones al trono se dilucidaron mediante el Compromiso de Caspe. La dificultad de las instancias dirigentes de Aragón, Cataluña y Valencia para ponerse de acuerdo evidenció una grave división en el seno de la Corona, que evolucionaría de manera favorable a Fernando de Antequera, de la dinastía castellana de los Trastámara. Ayudó a la resolución jurídica y no bélica la actuación del papa Benedicto XIII, que en pleno Cisma de Occidente, optó por promover un consenso en el que un grupo limitado de juristas y expertos en cuestiones de Estado reconocidos por su integridad ética dilucidaran qué pretendiente tenía más derechos al trono. De este modo en 1412, Fernando fue nombrado monarca de la Corona.
El aumento del patrimonio de la Corona de Aragón propiciaba ausencias cada vez más prolongadas del monarca en los distintos reinos, especialmente durante el reinado de Alfonso V el Magnánimo (1416-1458) que estableció su corte en Nápoles, lo que dificultaba las relaciones con los súbditos. De este modo se creó la figura del lugarteniente, como alter ego del monarca, un cargo temporal para guardar las ausencias del rey, que no se suponían permanentes. Los reinos de Sicilia, Nápoles y Cerdeña se configuraron como estados singulares de la Corona de Aragón, con la presencia de un virrey con las facultades regias, de modo que disponía de una casa real (vice casa) y podía presidir los Parlamentos, lo que no podían hacer los lugartenientes en los reinos de la península ibérica, lo que significaba que el virreinato en los reinos italianos era una figura para cubrir la ausencia permanente del rey, recreando una presencia permanente por medio del virrey.
La boda entre Fernando II de Aragón e Isabel I de Castilla, celebrada en 1469 en Valladolid, fue el primer paso de la unión dinástica de la Corona de Aragón con la Corona de Castilla, en la que sus reinos conservaron sus instituciones políticas y se mantuvieron las cortes, las leyes, las administraciones públicas y la moneda, aunque unificaron la política exterior, la hacienda real y el ejército. Reservaron para la Corona los temas políticos, y actuaron conjuntamente en política interior. La unión efectiva de las Coronas de Castilla, de Aragón y del Reino de Navarra se hizo bajo el reinado de Carlos I, que fue el primero en acuñar en sus monedas, junto a su madre Juana, el título abreviado de Rey de las Españas y de las Indias.

### La Corona de Aragón en la Monarquía Hispánica (1479-1700)

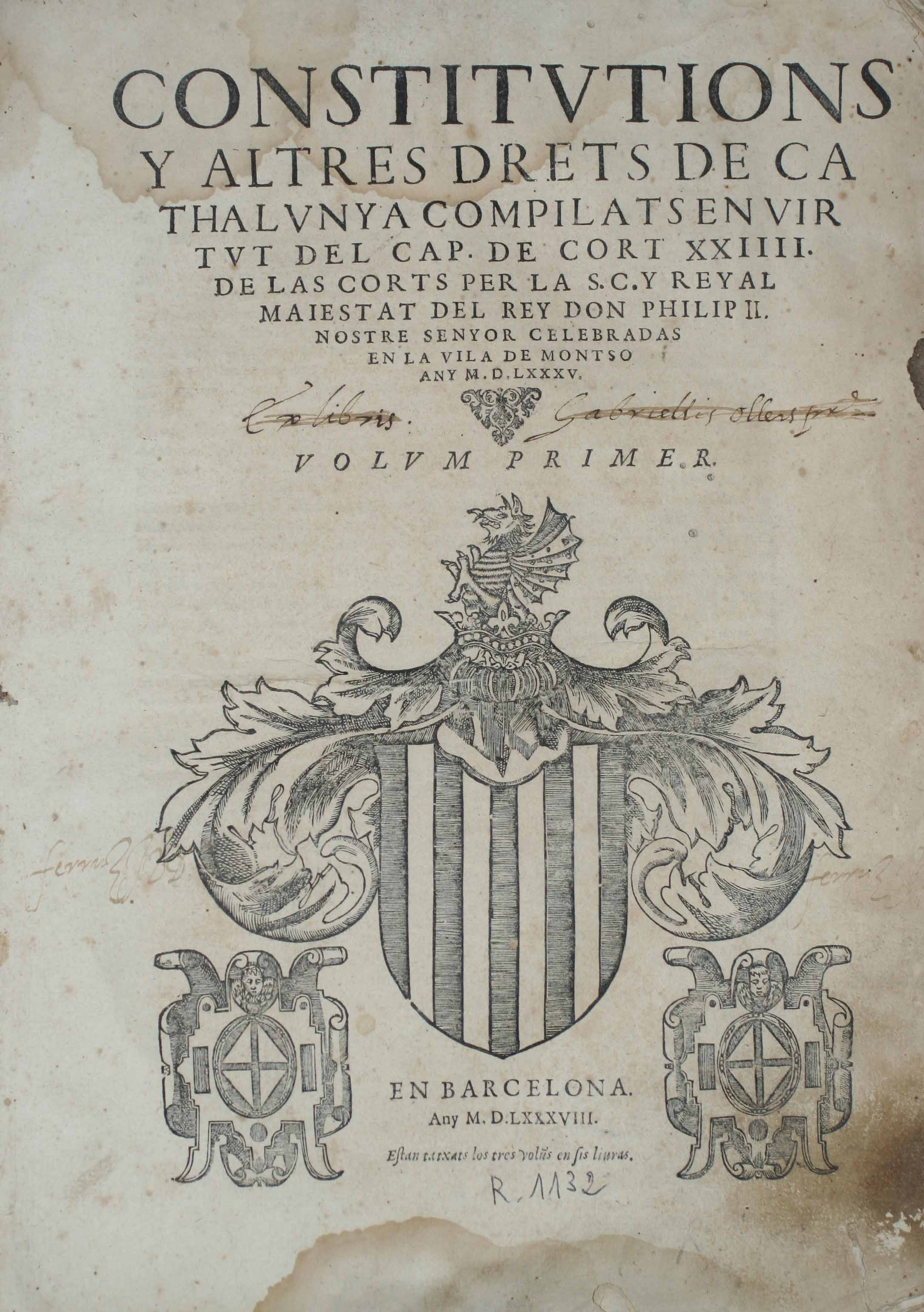
Constituciones catalanas basadas en los antiguos Usatges de Barcelona

La integración de los estados de la Corona de Aragón en la Monarquía Hispánica de la Casa de Austria estuvo marcada por el poder hegemónico de Castilla. Su articulación tuvo lugar fundamentalmente por medio de dos instituciones: el Consejo de Aragón y el virrey. El Consejo Supremo de Aragón era un órgano consultivo de la corona creado en 1494, a raíz de una reforma en la Cancillería Real realizada por Fernando el Católico, que desde 1522 estaría integrada por un vicecanciller y seis regentes, dos para el reino de Aragón, dos para el reino de Valencia y dos para el Principado de Cataluña, Mallorca y Cerdeña. Por su parte, los virreyes asumieron funciones militares, administrativas, judiciales y financieras.
Los conflictos se sucedieron a lo largo de los siglos modernos, hasta la Guerra de Sucesión. En 1521 tenían lugar las Germanías, un movimiento surgido en el reino de Valencia, que se extendió hasta 1523. En el reino de Mallorca tuvo lugar en los mismos años otro movimiento similar, dirigido por Joanot Colom. La derrota final de los «agermanados» supuso una fuerte represión y la reafirmación del dominio señorial. Ambas revueltas coincidieron con la rebelión de las Comunidades de Castilla. Ya durante el reinado de Felipe II, tuvo lugar la prohibición a los súbditos de la Corona de Aragón de estudiar en el extranjero, frente al riesgo de contagio calvinista (1568).
En 1591 tuvieron lugar las Alteraciones de Aragón, producidas cuando el ex secretario del rey, Antonio Pérez, condenado por la muerte del secretario de don Juan de Austria, se refugió en Aragón acogiéndose al Privilegio de Manifestación ante lo que el monarca, por su parte, utilizó la jurisdicción del Tribunal del Santo Oficio de la Inquisición para apresarlo en la Aljafería, que fue asaltada por milicias zaragozanas, lo que provocó un enfrentamiento entre tropas armadas por la Diputación del General y encabezadas por el Justicia Mayor, Juan V de Lanuza, y los Tercios reales. Finalmente, tras la victoria del rey, se hizo ejecutar al Justicia Mayor de Aragón y se convocaron cortes en Tarazona en 1592 que recortaron seriamente los privilegios del reino de Aragón, suprimiendo la competencia de Defensa y Guarda del Reino que tenía la Diputación e impidiendo que pudiera disponer de la recaudación obtenida del impuesto de Generalidades para convocar un ejército propio, con un «reparo» (reforma) que perseguía evitar que la Diputación del General del Reino de Aragón excediera las competencias fiscales para las que había sido creada.
Durante el siglo XVII, las tensiones fueron bastante mayores. Las necesidades financieras de los monarcas les condujeron a intentar aumentar por todos los medios la presión fiscal sobre los estados de la Corona de Aragón, cuyos fueros disponían importantes restricciones a las necesidades recaudatorias de la Monarquía. Tras entrar en guerra la corona con Francia en 1635, el despliegue de los tercios sobre Cataluña generó graves conflictos que desencadenaron la Guerra dels Segadors en 1640. Así, la Diputación del General, planteando primero la formación de una República catalana, acabó por reconocer a Luis XIII de Francia como conde de Barcelona. El conflicto fue finalmente superado con la Paz de los Pirineos (1659), por la cual el Condado de Rosellón y la mitad norte del Condado de Cerdaña pasaban para siempre a dominio francés, mientras que la monarquía hispánica retenía la región de la baja Cerdaña. A finales del siglo, en 1693 estallaría también en Valencia la Segunda Germanía, un alzamiento campesino y antiseñorial, en torno a la partición de las cosechas. Fue el preludio de la insurrección austracista de 1705, en los inicios de la Guerra de Sucesión Española.

## SigloXVIII: la guerra de Sucesión y la extinción de la Corona de Aragón

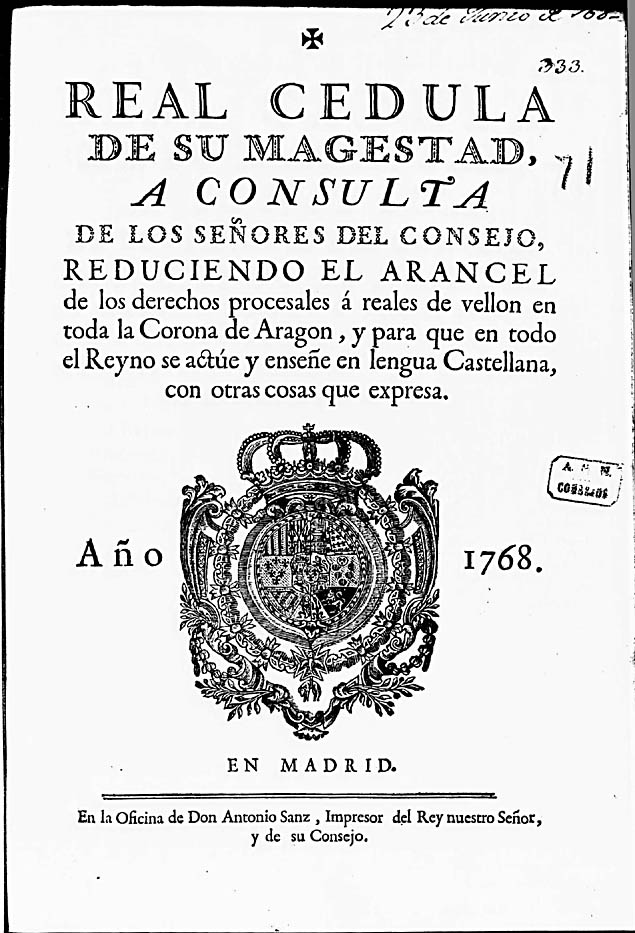
Real Cédula de Carlos III (1768).

A pesar de la gravedad de la Guerra de los Segadores, Cataluña y el resto de estados de la Corona de Aragón preservaron sus fueros, instituciones propias, y autonomía política. Sin embargo, los sucesos posteriores a la proclamación de Felipe V como heredero de Carlos II marcarían el final del modelo institucional de monarquía compuesta que los había caracterizado desde la Edad Media.
Cuando Carlos II murió y dejó finalmente como heredero a Felipe de Anjou, Felipe V, se formó en Europa la Gran Alianza de La Haya, entre Inglaterra, las Provincias Unidas y el Imperio Habsburgo, que apoyaron las aspiraciones de otro aspirante, el archiduque Carlos de Austria. Jurado inicialmente como rey por las cortes catalanas (1701-1702) y aragonesas, en 1705, la fuerza de los partidarios del archiduque y los conflictos con el virrey Francisco Antonio Fernández de Velasco supusieron un nuevo alzamiento en armas de los catalanes, que apoyados por una flota angloholandesa, permitieron la entrada triunfal de aquel en Valencia y Barcelona. El año siguiente, el 1706, Carlos era proclamado rey en Zaragoza y en el reino de Mallorca. Sin embargo, los aliados no se vieron apoyados en sus avances sobre Castilla, que les llevó a retirarse al reino de Valencia. La reacción bélica de Felipe V en el año siguiente supuso la conquista del reino de Valencia, tras la batalla de Almansa (25 de abril de 1707). Lo mismo sucedió con Zaragoza y el reino de Aragón, que fueron tomados rápidamente. Tras ello, Felipe de Anjou firmó los Decretos de Nueva Planta con los que suprimió los fueros, el derecho civil, y las fronteras arancelarias de dichos reinos. Una nueva penetración de los aliados en Castilla en 1710, a pesar de su entrada en Zaragoza y Madrid, no le sirvió tampoco para consolidar sus posiciones y les obligó a abandonar Aragón. En septiembre el archiduque se marchó de Barcelona y mediante el tratado de Utrecht de 1713, las tropas aliadas dejaron progresivamente Cataluña. El 11 de septiembre de 1714 fue tomada Barcelona y en 1715 la isla de Mallorca. El triunfo borbónico fue seguido de una radical remodelación del sistema político de los reinos de la Corona, asimilándolos al régimen de Castilla mediante los Decretos de Nueva Planta.
El 17 de julio de 1707, pocas semanas después de haber promulgado los Decretos de Nueva Planta del reino de Valencia y del reino de Aragón, Felipe V abolió el Consejo de Aragón, una prueba de lo que les esperaba a los otros dos territorios de la Corona, el Principado de Cataluña y el reino de Mallorca, que seguían bajo la soberanía de Carlos III el Archiduque. Cuando Felipe V los conquistó también abolió sus leyes e instituciones propias. El Decreto de Nueva Planta de Mallorca lo promulgó el 28 de noviembre de 1715 y el de Cataluña el 16 de enero de 1716, con los que, como ha señalado Carme Pérez Aparicio, «se cerraba el círculo absolutista y centralista sobre la antigua Corona de Aragón».

### La Corona de Aragón tras la Nueva Planta
Con los Decretos de Nueva Planta promulgados entre 1707 y 1716, se situó al frente del territorio a un capitán general, un sucesor del antiguo virrey que ya no se sometería a las leyes propias. Los intendentes pasaron a controlar el sistema financiero y hacendístico, donde se aglutinaron los tradicionales ingresos de la Corona, los antiguos impuestos de las Diputaciones del General y los nuevos impuestos aplicados para equiparar la carga fiscal de los territorios de la antigua Corona de Aragón a la de los castellanos. La Nueva Planta trajo también la supresión de las autonomías municipales, de todo tipo de asamblea municipal, la designación de todos los cargos por autoridad real y la sustitución de las unidades administrativas por corregimientos. El español pasó a ser el único idioma de la Real Audiencia, en detrimento del latín y de las lenguas vernáculas (catalán/valenciano y aragonés) en la administración de justicia de la Monarquía borbónica. Todo este conjunto de reformas suponía la homogeneización de Castilla y Aragón en el marco de un nuevo estado absoluto centralizado y solo se mantuvieron las particularidades forales en el derecho privado (civil, mercantil, procesal y penal), el Consulado del Mar y en los territorios que no habían luchado contra Felipe V en la Guerra de Sucesión: el Valle de Arán, las provincias vascongadas y Navarra.
Los exiliados austracistas procedentes de la antigua Corona formaron algunos asentamientos temporales en Europa, como el caso de Nueva Barcelona, activo desde 1735 a 1738. Por su parte, el Memorial de Agravios de 1760, fue un documento reivindicativo presentado conjuntamente por los diputados de las ciudades de Zaragoza, Valencia, Palma de Mallorca y Barcelona en representación política de los «cuatro reinos» de la extinta Corona. En las Cortes convocadas al inicio del reinado de Carlos III de España, los diputados representantes de la antigua Corona de Aragón denunciaron los agravios a los que estaban sometidos desde los Decretos de Nueva Planta de Felipe V, y los remedios para solucionarlos. El político catalán Antoni de Capmany reivindicó la monarquía constitucional de la Corona de Aragón durante las Cortes de Cádiz en 1812. Pero el colapso del Antiguo régimen absolutista borbónico en 1833 no supuso la recuperación del sistema constitucional propio de los estados de la Corona de Aragón. Con posterioridad, el recuerdo de la Corona de Aragón sería ocasionalmente recuperado, como en el caso del periódico La Corona de Aragón, fundado en 1854, y sería un concepto usado en política por algunos partidos, como en el caso del Pacto de Tortosa de 1869.

## Numeración de los monarcas
La numeración de los monarcas varía, en función del territorio al que se hace referencia. De ahí que algunos historiadores actuales prefieran usar los alias para hacer referencia a ellos: Pedro el Católico (Pedro II de Aragón), Pedro el Ceremonioso (Pedro IV), Alfonso el Magnánimo (Alfonso V). Sin embargo, el ordinal remite al título real principal, que era el de Aragón, como declara incluso el citado Pedro IV:

...y como quiera que los reyes de Aragón están obligados a recibir la unción en la ciudad de Zaragoza, que es la cabeza del Reino de Aragón, el cual reino es nuestra principal designación, [—esto es, apellido— (N. del A.)] y título, consideramos conveniente y razonable que, del mismo modo, en ella reciban los reyes de Aragón el honor de la coronación y las demás insignias reales, igual que vimos a los emperadores recibir la corona en la ciudad de Roma, cabeza de su imperio.
Apud Domingo J. Buesa Conde, El rey de Aragón, Zaragoza, CAI, 2000, págs. 57-59. ISBN 84-95306-44-1.

## Soberanos de la Corona de Aragón
| Casa Real (Entronque / rama)        | Reino de Aragón | Condado de Barcelona / Principado de Cataluña | Reino de Valencia | Reino de Mallorca | Reino de Mallorca | Reino de Cerdeña | Reino de Sicilia | Reino de Nápoles |
| Casa Real (Entronque / rama)        | Reino de Aragón | Condado de Barcelona / Principado de Cataluña | Reino de Valencia | parte insular | parte continental | Reino de Cerdeña | Reino de Sicilia | Reino de Nápoles |
| ----------------------------------- | --- | --- | --- | --- | --- | --- | --- | --- |
| Casa de Aragón (Aragón-Barcelona)   | | | | | | | | |
| Alfonso II (1162-1196)              | | | | | | | | |
| Pedro II (1196-1213)                | | | | | | | | |
| Jaime I (1213-1276)                 | | | | | | | | |
| Pedro III (1276-1285)               | Pedro III (1276-1285) | Pedro III (1276-1285) | Jaime II (1276-1285) | Jaime II (1276-1285) | (1282-1285) | | | |
| Alfonso III (1285-1291)             | Alfonso III (1285-1291) | Alfonso III (1285-1291) | Alfonso III (1285-1291) | Jaime II | Jaime I (1285-1291) | | | |
| Jaime II (1291-1327)                | Jaime II (1291-1327) | Jaime II (1291-1327) | (1291-1295) | Jaime II | (desde 1325) | (1291-1302) | | |
| Jaime II (1291-1327)                | Jaime II (1291-1327) | Jaime II (1291-1327) | Jaime II (1295-1311) | Jaime II (1295-1311) | (desde 1325) | Federico II (1295-1337) | | |
| Jaime II (1291-1327)                | Jaime II (1291-1327) | Jaime II (1291-1327) | Sancho I (1311-1324) | | (desde 1325) | Federico II (1295-1337) | | |
| Alfonso IV (1327-1336)              | Alfonso IV (1327-1336) | Alfonso IV (1327-1336) | Jaime III (1324-1343/1346) | Jaime III (1324-1343/1346) | | Federico II (1295-1337) | | |
| Pedro IV (1336-1387)                | Pedro IV (1336-1387) | Pedro IV (1336-1387) | Pedro IV (1336-1387) | Pedro IV (1336-1387) | Pedro IV (1336-1387) | Pedro II (1337-1342) | | |
| Pedro IV (1336-1387)                | Pedro IV (1336-1387) | Pedro IV (1336-1387) | Pedro IV (1336-1387) | Pedro IV (1336-1387) | Pedro IV (1336-1387) | Luis I (1342-1355) | | |
| Pedro IV (1336-1387)                | Pedro IV (1336-1387) | Pedro IV (1336-1387) | Pedro IV (1336-1387) | Pedro IV (1336-1387) | Pedro IV (1336-1387) | Federico III (1355-1377) | | |
| Juan I (1387-1396)                  | Juan I (1387-1396) | Juan I (1387-1396) | Juan I (1387-1396) | Juan I (1387-1396) | Juan I (1387-1396) | María (1377–1401) | | |
| Juan I (1387-1396)                  | Juan I (1387-1396) | Juan I (1387-1396) | Juan I (1387-1396) | Juan I (1387-1396) | Juan I (1387-1396) | Martín I (1395-1409) | | |
| Martín I (1396-1410)                | Martín I (1396-1410) | Martín I (1396-1410) | Martín I (1396-1410) | Martín I (1396-1410) | Martín I (1396-1410) | (desde 1409) | | |
| Interregno - Compromiso de Caspe    | | | | | | | | |
| Casa de Aragón (Aragón-Trastámara)  | Fernando I (1412-1416) | Fernando I (1412-1416) | Fernando I (1412-1416) | Fernando I (1412-1416) | Fernando I (1412-1416) | Fernando I (1412-1416) | Fernando I (1412-1416) | |
| Casa de Aragón (Aragón-Trastámara)  | Alfonso V (1416-1458) | Alfonso V (1416-1458) | Alfonso V (1416-1458) | Alfonso V (1416-1458) | Alfonso V (1416-1458) | Alfonso V (1416-1458) | Alfonso V (1416-1458) | (1442-1458) |
| Casa de Aragón (Aragón-Trastámara)  | Juan II (1458-1479) | Juan II (1458-1479) | Juan II (1458-1479) | Juan II (1458-1479) | Juan II (1458-1479) | Juan II (1458-1479) | Juan II (1458-1479) | Fernando I (1458-1494) |
| Casa de Aragón (Aragón-Trastámara)  | Fernando II (1479-1516) | | | | | | | Fernando I (1458-1494) |
| Casa de Aragón (Aragón-Trastámara)  | Alfonso II (1494-1495) | | | | | | | |
| Casa de Aragón (Aragón-Trastámara)  | Fernando II (1495-1496) | | | | | | | |
| Casa de Aragón (Aragón-Trastámara)  | Federico IV (1496-1501) | | | | | | | |
| Casa de Aragón (Aragón-Trastámara)  | [ 127 ] | | | | | | | |
| Casa de Aragón (Aragón-Trastámara)  | (desde 1504) | | | | | | | |
| Juana I (1516-1555)                 | | | | | | | | |
| Casa de Habsburgo                   | Carlos I (1516-1556) | Carlos I (1516-1556) | Carlos I (1516-1556) | Carlos I (1516-1556) | Carlos I (1516-1556) | Carlos I (1516-1556) | Carlos I (1516-1556) | Carlos I (1516-1556) |
| Casa de Habsburgo                   | Felipe I (1556-1598) | | | | | | | |
| Casa de Habsburgo                   | Felipe II (1598-1621) | | | | | | | |
| Casa de Habsburgo                   | Felipe III (1621-1665) | | | | | | | |
| Casa de Habsburgo                   | Luis I (1641-1643) | Felipe III (1621-1665) | Felipe III (1621-1665) | Felipe III (1621-1665) | Felipe III (1621-1665) | Felipe III (1621-1665) | República Napolitana (1647) | |
| Casa de Habsburgo                   | Luis II (1643-1652) | Felipe III (1621-1665) | Felipe III (1621-1665) | Felipe III (1621-1665) | Felipe III (1621-1665) | Felipe III (1621-1665) | Felipe III (1621-1665) | |
| Casa de Habsburgo                   | Felipe III (1621-1665) | Felipe III (1621-1665) | Felipe III (1621-1665) | Felipe III (1621-1665) | Felipe III (1621-1665) | Felipe III (1621-1665) | Felipe III (1621-1665) | |
| Casa de Habsburgo                   | Carlos II (1665-1700) | | | | | | | |
| Desaparición de la Corona de Aragón | Guerra de Sucesión entre Felipe IV de Aragón y el Archiduque Carlos de Austria (1702-1715) | Guerra de Sucesión entre Felipe IV de Aragón y el Archiduque Carlos de Austria (1702-1715) | Guerra de Sucesión entre Felipe IV de Aragón y el Archiduque Carlos de Austria (1702-1715) | Guerra de Sucesión entre Felipe IV de Aragón y el Archiduque Carlos de Austria (1702-1715) | Guerra de Sucesión entre Felipe IV de Aragón y el Archiduque Carlos de Austria (1702-1715) | Guerra de Sucesión entre Felipe IV de Aragón y el Archiduque Carlos de Austria (1702-1715) | Guerra de Sucesión entre Felipe IV de Aragón y el Archiduque Carlos de Austria (1702-1715) | Guerra de Sucesión entre Felipe IV de Aragón y el Archiduque Carlos de Austria (1702-1715) |
| Desaparición de la Corona de Aragón | Felipe IV de Aragón (1700-1746). Entre 1705-1708 perdió todos los territorios de la Corona de Aragón excepto Sicilia. A medida que fue recuperando el control de los territorios de la Corona de Aragón, éstos perdieron sus fueros y privilegios por los Decretos de Nueva Planta y pasaron a regirse por las leyes de Castilla: el 29 de junio de 1707 para los territorios de Aragón y Valencia, el 28 de noviembre de 1715 para Mallorca y el 16 de enero de 1716 para Cataluña. Por su parte, la Casa de Saboya obtuvo Sicilia por el Tratado de Utrecht. | Felipe IV de Aragón (1700-1746). Entre 1705-1708 perdió todos los territorios de la Corona de Aragón excepto Sicilia. A medida que fue recuperando el control de los territorios de la Corona de Aragón, éstos perdieron sus fueros y privilegios por los Decretos de Nueva Planta y pasaron a regirse por las leyes de Castilla: el 29 de junio de 1707 para los territorios de Aragón y Valencia, el 28 de noviembre de 1715 para Mallorca y el 16 de enero de 1716 para Cataluña. Por su parte, la Casa de Saboya obtuvo Sicilia por el Tratado de Utrecht. | Felipe IV de Aragón (1700-1746). Entre 1705-1708 perdió todos los territorios de la Corona de Aragón excepto Sicilia. A medida que fue recuperando el control de los territorios de la Corona de Aragón, éstos perdieron sus fueros y privilegios por los Decretos de Nueva Planta y pasaron a regirse por las leyes de Castilla: el 29 de junio de 1707 para los territorios de Aragón y Valencia, el 28 de noviembre de 1715 para Mallorca y el 16 de enero de 1716 para Cataluña. Por su parte, la Casa de Saboya obtuvo Sicilia por el Tratado de Utrecht. | Felipe IV de Aragón (1700-1746). Entre 1705-1708 perdió todos los territorios de la Corona de Aragón excepto Sicilia. A medida que fue recuperando el control de los territorios de la Corona de Aragón, éstos perdieron sus fueros y privilegios por los Decretos de Nueva Planta y pasaron a regirse por las leyes de Castilla: el 29 de junio de 1707 para los territorios de Aragón y Valencia, el 28 de noviembre de 1715 para Mallorca y el 16 de enero de 1716 para Cataluña. Por su parte, la Casa de Saboya obtuvo Sicilia por el Tratado de Utrecht. | Felipe IV de Aragón (1700-1746). Entre 1705-1708 perdió todos los territorios de la Corona de Aragón excepto Sicilia. A medida que fue recuperando el control de los territorios de la Corona de Aragón, éstos perdieron sus fueros y privilegios por los Decretos de Nueva Planta y pasaron a regirse por las leyes de Castilla: el 29 de junio de 1707 para los territorios de Aragón y Valencia, el 28 de noviembre de 1715 para Mallorca y el 16 de enero de 1716 para Cataluña. Por su parte, la Casa de Saboya obtuvo Sicilia por el Tratado de Utrecht. | Carlos III de Aragón (Pretendiente al trono, 1703-1725) Reconocido como soberano en Cataluña y Valencia en 1705, Aragón y Mallorca en 1706, Nápoles en 1707 y Cerdeña en 1708. Durante la guerra perdió Valencia y Aragón en 1707, Cataluña en 1714 y Mallorca en 1715, pero vio reconocido la posesión del resto de territorios por el Tratado de Rastatt. | Carlos III de Aragón (Pretendiente al trono, 1703-1725) Reconocido como soberano en Cataluña y Valencia en 1705, Aragón y Mallorca en 1706, Nápoles en 1707 y Cerdeña en 1708. Durante la guerra perdió Valencia y Aragón en 1707, Cataluña en 1714 y Mallorca en 1715, pero vio reconocido la posesión del resto de territorios por el Tratado de Rastatt. | Carlos III de Aragón (Pretendiente al trono, 1703-1725) Reconocido como soberano en Cataluña y Valencia en 1705, Aragón y Mallorca en 1706, Nápoles en 1707 y Cerdeña en 1708. Durante la guerra perdió Valencia y Aragón en 1707, Cataluña en 1714 y Mallorca en 1715, pero vio reconocido la posesión del resto de territorios por el Tratado de Rastatt. |